# Fundació Raspberry Pi

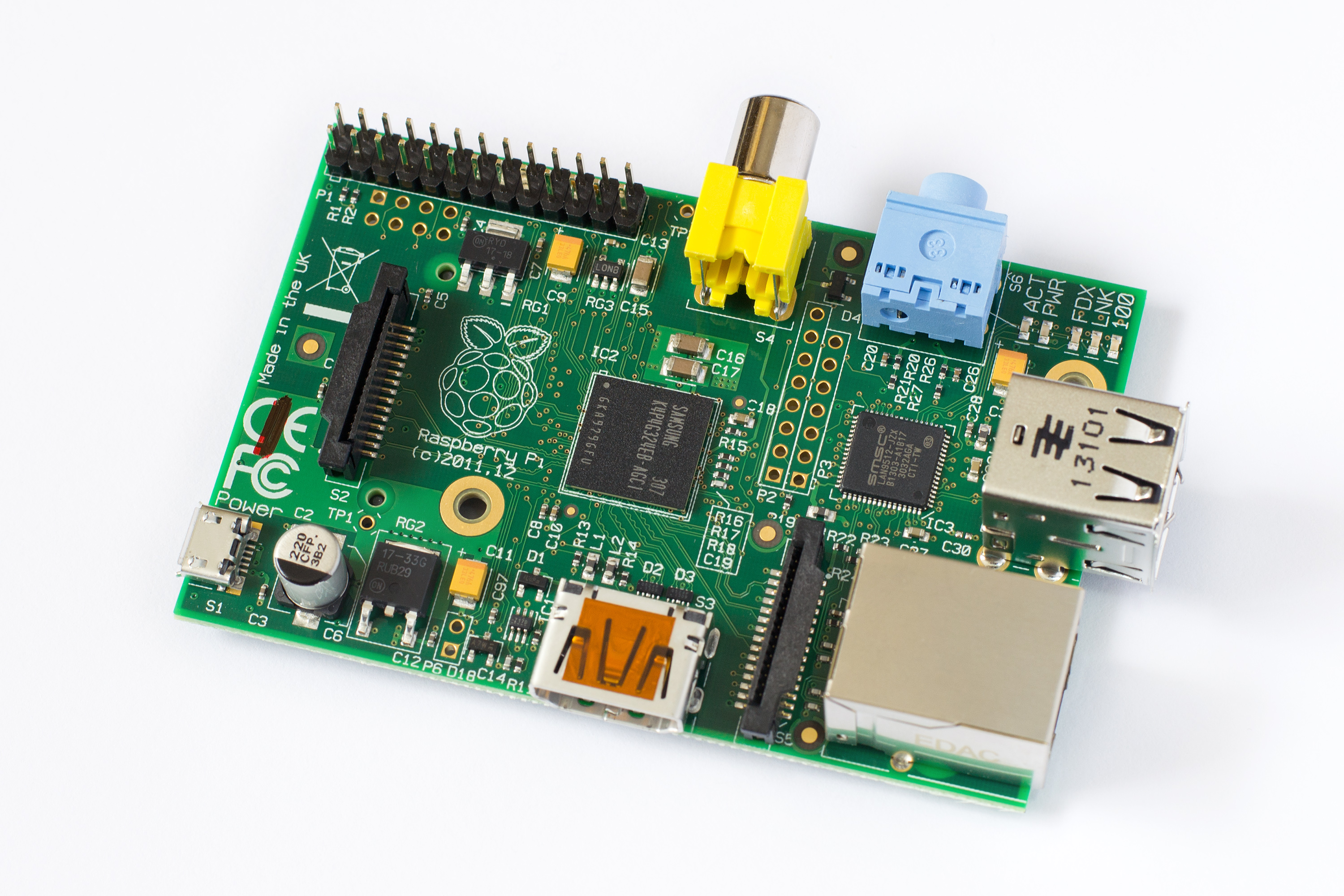
FIg.1 Placa Raspberry Pi

Fundació Raspberry Pi és una organització benèfica amb l'objectiu de promoure l'estudi de les ciències de la computació, especialment a les escoles, i és la responsable de desenvolupar els ordinadors monoplaca o SBC (acrònim en anglès de Single-Board Computer) anomenats Raspberry Pi. La fundació va ser creada el 2009 al Regne Unit.

## Història
- 2006: fundadors de la universitat de Cambridge Eben Upton, Rob Mullins, Jack Lang i Alan Mycroft .
- 2008: creació de la fundació, juntament amb Pete Lomas de Norcott Technologies i David Braben de BBC micro game Elite.
- 2013: l'organització es divideix en dues parts, la Fundació Raspberry Pi (responsable de les activitats educatives) i Raspberry Pi (Trading) Ltd (responsable d'enginyeria i comercialització). Aquesta darrera pertany totalment a la fundació.

## Productes
- Ordinadors dissenyats :

| Família           | Model | SoC          | Memory | Factor de forma            | Ethernet              | Wireless         | GPIO   | Llançament | Discontinuada |
| ----------------- | ----- | ------------ | ------ | -------------------------- | --------------------- | ---------------- | ------ | ---------- | ------------- |
| Raspberry Pi      | B     | BCM2835      | 256 MB | Estàndard (85,6 x 56,5 mm) | Sí                    | No               | 26-pin | 2012       | Sí            |
| Raspberry Pi      | A     | BCM2835      | 256 MB | Estàndard (85,6 x 56,5 mm) | No                    | No               | 26-pin | 2013       | No            |
| Raspberry Pi      | B+    | BCM2835      | 512 MB | Estàndard (85,6 x 56,5 mm) | Sí                    | No               | 40-pin | 2014       | No            |
| Raspberry Pi      | A+    | BCM2835      | 512 MB | Compacte (65,0 x 56,5 mm)  | No                    | No               | 40-pin | 2014       | No            |
| Raspberry Pi 2    | B     | BCM2836/7    | 1 GB   | Estàndard                  | Sí                    | No               | 40-pin | 2015       | No            |
| Raspberry Pi Zero | Zero  | BCM2835      | 512 MB | Ultra-Compacte(65 x 30 mm) | No                    | No               | 40-pin | 2015       | No            |
| Raspberry Pi Zero | W/WH  | BCM2835      | 512 MB | Ultra-Compacte(65 x 30 mm) | No                    | Sí               | 40-pin | 2017       | No            |
| Raspberry Pi 3    | B     | BCM2837A0/B0 | 1 GB   | Estàndard                  | Sí                    | Sí               | 40-pin | 2016       | No            |
| Raspberry Pi 3    | A+    | BCM2837B0    | 512 MB | Compacte                   | No                    | Sí (doble banda) | 40-pin | 2018       | No            |
| Raspberry Pi 3    | B+    | BCM2837B0    | 1 GB   | Estàndard                  | Sí (Gigabit Ethernet) | Sí (doble banda) | 40-pin | 2018       | No            |
| Raspberry Pi 4    | B     | BCM2711      | 1 GB   | Estàndard                  | Sí (Gigabit Ethernet) | Sí (doble banda) | 40-pin | 2019       | Març de 2020  |
| Raspberry Pi 4    | B     | BCM2711      | 2 GB   | Estàndard                  | Sí (Gigabit Ethernet) | Sí (doble banda) | 40-pin | 2019       | No            |
| Raspberry Pi 4    | B     | BCM2711      | 4 GB   | Estàndard                  | Sí (Gigabit Ethernet) | Sí (doble banda) | 40-pin | 2019       | No            |
| Raspberry Pi 4    | B     | BCM2711      | 8 GB   | Estàndard                  | Sí (Gigabit Ethernet) | Sí (doble banda) | 40-pin | 2020       | No            |
| Raspberry Pi 4    | 400   | BCM2711      | 4 GB   | Teclat                     | Sí (Gigabit Ethernet) | Sí (doble banda) | 40-pin | 2020       | No            |
| Raspberry Pi Pico | N/A   | RP2040       | 264 KB | Pico (21 mm × 51 mm)       | No                    | No               | 26-pin | 2021       | ?             |

- Sistema operatiu : Raspbian